# サンゴジュハムシ
サンゴジュハムシ（別名: サンゴジュウスバヒゲナガハムシ; 学名: Pyrrhalta lineatipes）は、ハムシ科の昆虫の一種である。人間にとってはサンゴジュの主要な害虫である。

## 学名

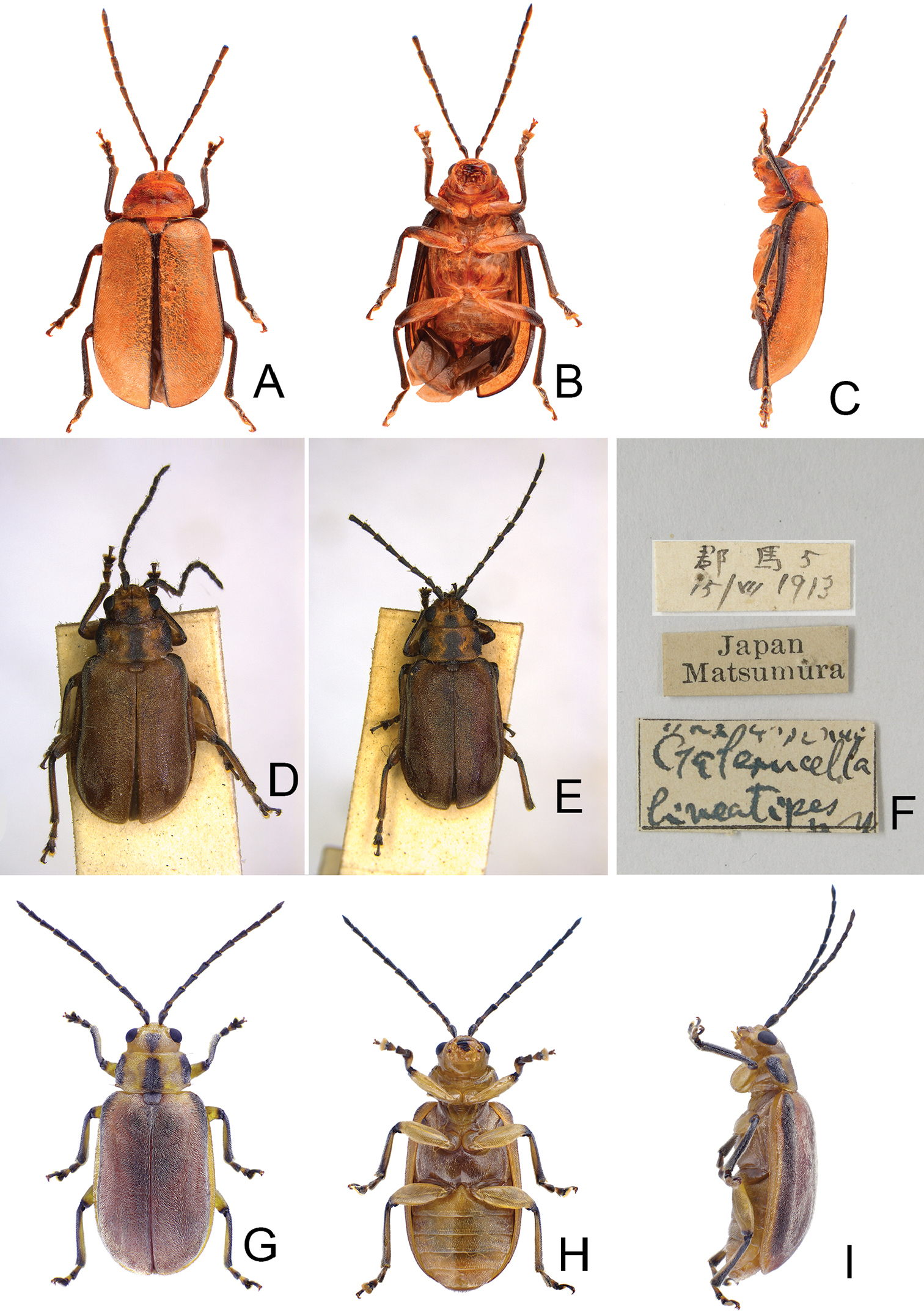
中段左: Galerucella lineatipes のレクトタイプ（北海道大学所蔵）。
中段右: レクトタイプのラベル。「群馬」との表記が見える。

サンゴジュハムシは1942年、中国の陳世驤によりイチゴハムシ属の Galerucella humeralis として新種記載され、1961年に日本の中根猛彦と木本新作の手によりケブカハムシ属（Pyrrhalta）に移された。以来本種は日本において約半世紀の間、Pyrrhalta humeralis として扱われてきた。
しかし2021年5月20日、台湾省行政院農学試験所の李奇峯とメンデル大学ブルノ（チェコ）のヤン・ベズジェクは上述の Pyrrhalta humeralis を Pyrrhalta lineatipes のシノニムとする論文を発表した。後者は元々1916年に日本の武井武一によりクロスヂアシハムシ（Galerucella lineatipes）として記載され、その後にミソハギ（ケブカ）ハムシ（Galerucella (Neogalerucella) calmariensis (Linnaeus, 1767)）のシノニムとして扱われていたものであった。その記載時に用いられたタイプ標本が北海道大学に所蔵されており、ミソハギハムシとは別種であるという結論が導き出されたのである。

## 特徴

### 形態的特徴
体長6.5ミリメートル内外、淡褐色、触角は黒色、各節基部は淡色。頭頂部の大紋・前胸背中央（前縁に達する）および両側の縦紋・長めの肩紋・小盾板・脛節外縁は黒色。頭胸背は微細印刻と弱い小点刻を有し、やや皺状で光沢鈍く、上翅も小点刻や短毛をやや密に有する。

### 生態
サンゴジュ、ガマズミ、ゴマギといったガマズミ科ガマズミ属の木本の葉を食べる。しばしば大量発生し、生け垣のサンゴジュに損害を与える。卵を小枝に固めて産みつけて分泌物で覆い、越冬させる。幼虫は葉を食べ、成長すると地中に潜り、蛹となる。成虫は5-10月に出現するが、そのうち7-8月は夏眠期である。

## 分布
日本（北海道、本州、四国、九州、壱岐、対馬、沖縄本島）、大韓民国、中華人民共和国（台湾、黒竜江省、吉林省、遼寧省、甘粛省、寧夏回族自治区、陝西省、山西省、安徽省、浙江省、広東省、広西チワン族自治区、湖南省、湖北省、重慶、貴州省、四川省、雲南省）に分布する。

## ケブカハムシ属
ケブカハムシ属（Pyrrhalta）は旧北区に77種が知られる。日本にはこのうち10種以上の記録があり、サンゴジュハムシを除く種は以下の通りである。
- Pyrrhalta annulicornis (Baly, 1874) ブチヒゲケブカハムシ（別名: ブチヒゲウスバヒゲナガハムシ）[12] - かつてサンゴジュハムシの和名が当てられていた種[13][14]。食性もサンゴジュハムシと共通するが、前胸背板中央の黒色紋が前縁に達しない点が異なる[12]。
- Pyrrhalta esakii Kimoto, 1963(ウィキスピーシーズ) エグリバケブカハムシ[15]
- Pyrrhalta flavescens (Weise, 1887)(ウィキスピーシーズ)（シノニム: P. konishii Kimoto, 1963）コニシケブカハムシ[15]（別名: ウスイロケブカヒゲナガハムシ[2]）
- Pyrrhalta fuscipennis (Jacoby, 1886) イタヤハムシ（別名: イタヤウスバヒゲナガハムシ）[16][12] - カエデ類やハコヤナギ類を食す[12]。
- Pyrrhalta kawashimai Kimoto, 1964 カワシマケブカハムシ[15]
- Pyrrhalta semifulva (Jacoby, 1886) アカタデハムシ[17]（別名: サクラケブカハムシ[15]、サクラケブカヒゲナガハムシ[2]）- サクラ、トサミズキ（Corylopsis spicata）などを食す[2][17]。
- Pyrrhalta takeii (Chûjô, 1950) オオサクラケブカハムシ[15]（別名: オオサクラケブカヒゲナガハムシ[2]） - ナナカマドやサクラ類といったバラ科植物の葉を食す[2]。
- Pyrrhalta tibialis (Baly, 1874) エノキハムシ[17]（別名: エノキウスバヒゲナガハムシ[16]、エノキケブカハムシ[15]）- エノキを食す[18][17]。
- Pyrrhalta yasumatsui Kimoto, 1964 ヤスマツケブカハムシ[15]
- Pyrrhalta yoshimotoi Kimoto & Gressitt, 1966 ヨシモトケブカハムシ[19]

また次の3種は日本には分布しないが、和名がつけられている。
- Pyrrhalta maculata Gressitt & Kimoto, 1963 マダラケブカハムシ - 中華人民共和国（台湾、福建省）に分布[21]。
- Pyrrhalta multicostata (Pic, 1928) ヨスジケブカハムシ - 中華人民共和国（雲南省）、東洋区に分布[21]。
- Pyrrhalta unicostata (Pic, 1937) タテスジケブカハムシ - 中華人民共和国（海南省、四川省、雲南省）、東洋区に分布[22]。

### ケブカハムシ属から除外された種
次の5種は 木元 & 滝沢 (1994) ではケブカハムシ属とされていたが、別属に置かれる。
- Galerucella Crotch, 1873 イチゴハムシ属
  - Galerucella (Neogalerucella) calmariensis (Linnaeus, 1767) ミソハギハムシ
  - Galerucella (Neogalerucella) lineola (Fabricius, 1781) ハシバミハムシ（別名: ハシバミケブカヒゲナガハムシ[16]）- ヤナギを食す。
- Xanthogaleruca Laboissière, 1934[注 1]。
  - Xanthogaleruca maculicollis (Motschulsky, 1854) ニレハムシ[1]（別名: ニレウスバヒゲナガハムシ[2]）- ニレ類やケヤキを食す[1]。
  - Xanthogaleruca nigromarginata (Jacoby, 1886) ヘリグロウスチャハムシ - ゴマギを食す。
  - Xanthogaleruca seminigra (Jacoby, 1886) カエデハムシ[25]（別名: カエデウスバヒゲナガハムシ[16]、カエデケブカハムシ[15]） - その名の通りカエデ類を食す。

クロヒゲケブカハムシ Pyrrhalta nigricornis Ohno, 1962 はアマミウスバハムシ Menippus issikii (Chûjô, 1961)（シノニム: Issikia issikii (Chûjô, 1961)）のシノニムとされている。